# 암미아누스 마르켈리누스
암미아누스 마르켈리누스(Ammianus Marcellinus, 325 x 330 – 391년 이후)는 4세기 로마의 병사이자 역사가이다. 라틴어로 된《로마사(Res Gestae)》를 저술하였다. 그는 이 책에서 2세기 이후 정치적 혼란, 경제적 쇠퇴, 외부 민족의 침입 등이 로마의 쇠퇴를 가속화했다고 설명한다.

## 생애

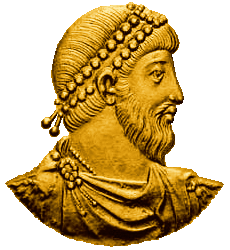
안티오케이아 동전의 율리아누스의 초상화.

암미아누스는 325년에서 330년 사이 그리스어를 사용하는, 시리아나 페니키아의 동부 지역에서 태어났다. 그의 모국어는 그리스어일 가능성이 가장 높으며 제2언어로 라틴어를 배웠고 시리아어와도 친숙했을 것으로 짐작된다. 그의 현존하는 역사책은 353~378년을 기록한다.